# Rudolf Wallner
Rudolf Wallner (geboren am 1. April 1903; gestorben am 10. Mai 1944 in Wien) war ein österreichischer Beamter und 
Widerstandskämpfer gegen den Nationalsozialismus. Er wurde vom NS-Regime zum Tode verurteilt und mit dem Fallbeil hingerichtet.

## Leben
Wallner war Vizeinspektor der Wiener Elektrizitätswerke und zählte zu den führenden Funktionären der Österreichischen Freiheitsbewegung um Karl Lederer, einer katholisch-konservativen Gruppierung. Er konnte auch seine Verlobte Anna Hanika (1903–1988), eine Kontoristin und frühere Mitarbeiterin der Christlich-sozialen Gewerkschaft zur Teilnahme am Widerstand bewegen. 
Die Gruppe Lederer suchte den Kontakt zur Großösterreichischen Freiheitsbewegung um Jakob Kastelic und zur Gruppe um Roman Karl Scholz. Alle drei Gruppierungen fielen im Sommer 1940 der Agent-provocateur-Tätigkeit des Burgschauspielers Otto Hartmann zum Opfer. Obwohl die Funktionäre bereits im Jahr 1940 verhaftet wurden, fand der Prozess vor dem Volksgerichtshof erst am 3. März 1944 statt. „Der mehr als dreijährige Aufschub des Prozesses gegen diese katholisch-legitimistischen WiderstandskämpferInnen ging auf eine Anordnung Hitlers zurück.“
Gegen Wallner und seine Mitangeklagten Karl Lederer und Alfred Miegl wurde die Todesstrafe ausgesprochen. Die Mitangeklagte Anna Hanika war aus Gesundheitsgründen schon 1943 entlassen worden und erhielt eine Freiheitsstrafe von zwei Jahren, die durch die Untersuchungshaft verbüßt war. Hanika übernahm die Obsorge des jüngeren Sohnes von Jakob Kastelic, dessen Mutter verstorben war und dessen Vater ebenfalls hingerichtet wurde, später auch des älteren Sohnes. Am 10. Mai 1944 wurden im Wiener Landesgericht vierzehn Widerstandskämpfer guillotiniert, darunter Karl Lederer, Alfred Miegl, Roman Karl Scholz und Rudolf Wallner.
Mitte Juli 1945 fand die Mutter des ebenfalls an diesem Tag hingerichteten Hans Zimmerl heraus, „dass im Anatomischen Institut der Universität Wien noch ca. 250 Leichen Hingerichteter lägen, darunter vermutlich auch die der 9 hingerichteten Kameraden der Gruppe Scholz – Lederer – Kastelic.“ Da der Leiter der Anatomie nicht kooperativ war, bedurfte es mehrerer Monate Anstrengungen der Angehörigen, um zum einen die Leichen agnostizieren, zum anderen sie bestatten zu dürfen. Erst die Drohung mit Öffentlichkeit und die Einschaltung politischer Funktionäre ermöglichte das Unterfangen. Die Leichen lagen zu zweit in Blechkisten, oftmals mit falschen Beschriftungen. Oftmals waren auch die Köpfe getrennt aufbewahrt. Von Rudolf Wallner war kein Kopf zu finden, sein Torso konnte von seiner Verlobten aufgrund einer Narbe nach einer Bruchoperation und eines gebrochenen Knöchels identifiziert werden. Am 3. November 1945 wurde Rudolf Wallner in einem Grab der Kalasantiner-Kongregation am Baumgartner Friedhof bestattet.
Laut Nachkriegsjustiz wurde sein Leichnam 1947 exhumiert, nach Villach überführt und dort beerdigt.

## Gedenken
Drei Gedenktafeln tragen den Namen des Widerstandskämpfers:
- Gedenktafel für vierzehn Mitglieder der katholischen Widerstandsbewegung gegen das NS-Regime, Kreuzgang des Wiener Minoritenklosters (1949)
- Gedenktafel für sechs Widerstandskämpfer gegen den Nationalsozialismus im Direktionsgebäude der Wiener E-Werke, Marianengasse 4–6
- Gedenktafel im ehemaligen Hinrichtungsraum des Wiener Landesgerichts.[3]